# Lissoblemma
Lissoblemma is een geslacht van vlinders van de familie spanners (Geometridae), uit de onderfamilie Sterrhinae.

## Soorten
- L. hamularia (Snellen, 1872)
- L. lunuliferata Walker, 1862
- L. viridifusa Warren, 1902